# Allierades framryckning från Paris till Rhen
Allierades framryckning från Paris till Rhen var ett av de sista allierade fälttågen i Västfronten under andra världskriget.
Detta sträckte sig från slutet av Operation Overlord (25 augusti 1944), som under vintern eskalerade med tyskarnas vinteroffensiv genom Ardennerna (känt som den Ardenneroffensiven). Fälttåget avslutades med de allierades förbereder att korsa floden Rhen under de första månaderna av 1945. Fälttåget motsvarar USA:s European Theater of Operations i Rhenlandet och Ardennerna-Alsace.